# إدوين كاردونا
إدوين أندريس كاردونا بيدويا (بالإسبانية: Edwin Cardona)‏ (تلفظ بالإسبانية: ‎/ˈeðwiŋ karˈðona/‏؛ مواليد 8 ديسمبر 1992) هو لاعب كرة قدم كولومبي محترف يجيد اللعب كلاعب وسط مع نادي الدوري المكسيكي الممتاز مونتيري ومنتخب كولومبيا.

## مسيرته الكروية
لعب إدوين كاردونا خلال مسيرته الاحترافية مع 7 أندية في أربعة عشر موسمًا وسجل خلالها 74 هدفًا ضمن 280 مباراة. ولم يفز بأي موسم بالكأس وفاز في أربعة مواسم بالدوري.
خاض إدوين كاردونا مسيرته مع نادي أتلتيكو ناسيونال في موسم 2009 في المرة الأولى واستمر معه طيلة ثلاثة مواسم ثم ما بين عامي 2014 و2015 لمدة موسم واحد، مشاركًا طوالها في 72 مباراة سجل خلالها 18 هدفًا. ثم انتقل إلى نادي إنديبنديينتي سانتا في ما بين عامي 2012 و2013 لمدة موسم واحد، حيث شارك في 34 مباراة سجل خلالها 4 أهداف. لينتقل بعدها إلى نادي أتلتيكو جونيور ما بين عامي 2013 و2014 لمدة موسم واحد، مشاركًا في 37 مباراة سجل خلالها 8 أهداف. ثم انتقل إلى نادي مونتيري في موسم 2014–15 واستمر معه طيلة ثلاثة مواسم، مشاركًا في 72 مباراة سجل خلالها 29 هدفًا. هذا وانتقل لاحقًا إلى نادي بوكا جونيورز في موسم 2017–18 ولمدة موسمين، مشاركًا في 31 مباراة سجل خلالها 7 أهداف. ثم انتقل بعدها إلى نادي باتشوكا في موسم 2018–19 ولمدة موسمين، مشاركًا في 30 مباراة سجل خلالها 8 أهداف. ليعود وينتقل من جديد، لكن هذه المرة إلى نادي تيخوانا في موسم 2019–20 لمدة موسم واحد، مشاركًا في 4 مباريات ولم يسجل أي هدف.

## روابط خارجية
- إدوين كاردونا على موقع قاعدة بيانات كرة القدم.إي يو (الإنجليزية)
- إدوين كاردونا على موقع ليكيب (الفرنسية)
- إدوين كاردونا على موقع ناشيونال فوتبول تيمز (الإنجليزية)
- إدوين كاردونا على موقع Soccerway.com (الإنجليزية)
- إدوين كاردونا على موقع عالم كرة القدم.نت (الإنجليزية)
- إدوين كاردونا على موقع كووورة
- إدوين كاردونا على موقع AS.com (الإسبانية)